# أورسولا لوك
أورسولا لوك (بالدنماركية: Ulla Lock)‏ هي ممثلة دنماركية، ولدت في 19 أبريل 1934 في كوبنهاغن في الدنمارك، وتوفيت في 20 سبتمبر 2012 في آرهوس في الدنمارك.

## وصلات خارجية
- أورسولا لوك على موقع IMDb (الإنجليزية)
- أورسولا لوك على موقع قاعدة بيانات الأفلام السويدية (السويدية)
- أورسولا لوك على موقع قاعدة بيانات الفيلم (الإنجليزية)
- أورسولا لوك على موقع كينوبويسك (الروسية)